# Большие Мордовские Пошаты
Большие Мордовские Пошаты (мокш. Сире Мокшень Пашат, Пашаду веле) — деревня, центр сельской администрации в Ельниковском районе Мордовии.

## География
Находится на левом берегу Мокши, в 20 км от районного центра и 85 км от железнодорожной станции Ковылкино.

## История
Название-антропоним: первым поселенцем был мордвин с дохристианским именем Пошат (Пошад). Пошапа Веляев упоминается в 1659 году в «Купчей на продажу мордвином Чудаем Шиндяпиным своего вотчинного Кяргинского ухожая». В 17 в. деревня принадлежала Савво-Сторожевскому монастырю. В «Списке населённых мест Пензенской губернии» (1869) Большие Мордовские Пошаты — село казённое из 105 дворов Краснослободского уезда. В 1853 году в с. Большие Мордовские Пошаты действовали пристань для барок, поташное заведение, маслобойка, развивались кузнечное ремесло и мукомольное производство. В 1913 году в селе были 204 двора (1581 чел.); церковно-приходская школа, хлебозапасный магазин, 3 ветряные мельницы, 6 маслобоек и просорушек, 2 кузницы, 2 кирпичных сарая, 3 винные лавки. В 1929 году была образована сельскохозяйственная артель «Валда ян» («Светлый путь»), с 1997 г. — СХПК «Дружба». В современной инфраструктуре деревни — средняя школа, Дом культуры, библиотека, медпункт, пекарня, магазины, отделение связи. Сооружён памятник воинам, погибшим в годы Великой Отечественной войны.

## Население
| 2002 | 2010 |
| ---- | ---- |
| 373  | ↘316 |

Национальный состав
Согласно результатам Всероссийской переписи населения 2002 года, в национальной структуре населения мордва составляли 90 %.

## Источник
- Энциклопедия Мордовия, Е. Е. Учайкина.